# 熊本学園大学
熊本学園大学（くまもとがくえんだいがく、英語: Kumamoto Gakuen University）は、熊本県熊本市中央区大江2丁目5-1に本部を置く日本の私立大学。1942年創立、1954年大学設置。大学の略称は熊学（クマガク）、熊学大、学園大、商大（旧名称が熊本商科大学であったことから）、 KGU(Kumamoto Gakuen Universityの頭文字をとって)等。

## 概要
環境学の一環として水俣学の講義をインターネット中継している。
熊本県内に本社を置く企業3122社の代表者（社長など）を最終学歴別に見た場合、本学の出身者が240社で熊本大学の186社などを上回って第1位となった。

## 沿革
- 1942年（昭和17年） - 元熊本市長・警視総監の高橋守雄・元内務大臣・安達謙蔵らにより、東洋語学専門学校創設。校長は熊本海外協会の阿部野利恭、理事長には衆議院議員の石坂繁が就任した[2]。
- 1945年（昭和20年） - 熊本語学専門学校と改称
- 1950年（昭和25年） - 熊本短期大学となる
- 1954年（昭和29年） - 新制熊本商科大学設立、商学部を設置。初代学長・高橋守雄
- 1962年（昭和37年） - 熊本商科大学商学部に経済学科を増設
- 1967年（昭和42年） - 経済学部を設置
- 1984年（昭和59年） - 熊本商科大学商学部に経営学科を増設
- 1982年（昭和57年） - 米国モンタナ州の9大学と姉妹大学提携締結
- 1988年（昭和63年） - 大学院・商学研究科設置
- 1990年（平成2年） - 熊本商科大学経済学部に国際経済学科を増設
- 1992年（平成4年） - 大学院・経済学研究科設置
- 1993年（平成5年） - 大学院・経営学研究科設置
- 1994年（平成6年） - 熊本学園大学に改称、熊本短期大学を併合し、外国語学部・社会福祉学部・短期大学部を設置
- 1998年（平成10年） - 大学院・社会福祉学研究科設置
- 1999年（平成11年） - 大学院・国際文化研究科設置
- 2000年（平成12年） - 社会福祉学部に福祉環境学科増設。大学院・経営学研究科博士後期課程設置
- 2002年（平成14年） - 熊本学園大学短期大学部閉学式典挙行。短期大学部保育科及び専攻科を廃止
- 2005年（平成17年） - 商学部にホスピタリティ・マネジメント学科を設置
- 2006年（平成18年） - 経済学部にリーガルエコノミクス学科、社会福祉学部に子ども家庭福祉学科を設置。二部商学科を募集停止。ローソン熊本学園大学店がオープン
- 2009年（平成21年） - 社会福祉学部にライフ・ウェルネス学科を設置。専門職大学院・会計専門職研究科設置
- 2011年（平成23年） - 論考誌「熊々論々」を創刊[3]
- 2014年（平成26年）
  - 経済学部の国際経済学科を経済学科に統合（学生募集停止）、経済学科に現代経済専攻、国際経済専攻、地域経済専攻を設置
  - 4月 - 高大連携センターを開設[4]
- 2018年（平成30年） - 商学部経営学科の学生募集を停止。
- 2024年（令和6年） - 社会福祉学部再編、同学部福祉環境学科と同学部第一部社会福祉学科を統合し、福祉環境学科の学生募集を停止。

## 学部・学科
- 商学部
  - 商学科
  - 経営学科
    - 会計専門職コース（商学科・経営学科入学者より選抜）

  - ホスピタリティ・マネジメント学科
- 経済学部
  - 経済学科（二年次から以下の専攻にわかれて学習する）
    - 現代経済専攻
    - 国際経済専攻
    - 地域経済専攻

  - リーガルエコノミクス学科（経済学と法律学を学ぶ）
- 外国語学部
  - 英米学科
  - 東アジア学科（二年次から以下のコースにわかれて学習する）
    - 中国コース
    - 韓国コース
- 社会福祉学部 (第一部)
  - 社会福祉学科
  - 福祉環境学科
  - 子ども家庭福祉学科
  - ライフ・ウェルネス学科
- 社会福祉学部 (第二部)
  - 社会福祉学科

## 大学院
- 商学研究科
  - 商学専攻
  - 経営学専攻
- 経済学研究科
  - 経済学専攻
- 国際文化研究科
  - 国際文化専攻
- 社会福祉学研究科
  - 社会福祉学専攻
  - 福祉環境学専攻（修士課程のみ）

## 専門職大学院
- 会計専門職研究科
  - アカウンティング専攻（専門職学位課程）

## 附属機関
- 付属図書館
- 付属産業経営研究所
- 付属海外事情研究所
- 付属社会福祉研究所
- 高度学術研究支援センター

## 附属学校園
- 熊本学園大学付属高等学校
- 熊本学園大学付属中学校（2011年（平成23年）3月27日開校[5]）
- 熊本学園大学付属敬愛幼稚園

## アクセス
- JR豊肥本線 水前寺駅（すいぜんじえき）北口より徒歩約10分。
- 熊本都市バス
  - 上熊本駅前よりF4系統（昭和町線）
  - 熊本駅前よりO3、O4-0系統（中央環状線）　
  - 桜町BTよりF3系統（子飼渡瀬線）
  - 桜町BT・水前寺駅北口よりG3系統（大江城西線）　
  - いずれも学園大前より徒歩1分
- 熊本都市バス　
  - 熊本駅よりノンストップバス「学園大ライナー」、学園大構内に停車
- 九州産交バス・熊本都市バス
  - G1、G2系統（熊本整形外科経由）・F2（子飼橋経由）系統 熊本学園大学入口より徒歩3分

## 大学関係者と組織

### 同窓会
志文会 - 会員数 約9万9千人（2022年9月時点）。

## 対外関係

### 商業高等学校との協定（高大連携プログラム）
- 熊本県立熊本商業高等学校

### 他大学との協定

#### 国内交流協定校
- 放送大学[7]

#### 国際交流協定校[8]
- アメリカ合衆国
  - モンタナ州立大学（英語版）（モンタナ州）
  - キャロル大学（英語版）（モンタナ州）
  - インカーネットワード大学（英語版）（テキサス州）
  - ウィスコンシン大学オークレア校（英語版）（ウィスコンシン州）

- カナダ
  - セント・メアリーズ大学（ノバスコシア州）
  - カールトン大学（オタワ）

- イギリス
  - セントラル・ランカシャー大学（プレストン）

- オーストラリア
  - ラトローブ大学（メルボルン）

- ニュージーランド
  - ユニテック工科大学（オークランド）

- 韓国
  - 大田大学校（大田広域市）
  - 全南大学校（光州広域市）

- 中国
  - 深圳大学（深圳市）
  - 北京外国語大学（北京市）
  - 北京語言大学（北京市）
  - 北京第二外国語学院（北京市）

- 台湾
  - 崑山科技大学（台南市）

- ベトナム
  - ベトナム国家大学ハノイ校（ハノイ)

- タイ
  - チュラロンコーン大学（バンコク）